# 쓰카노메촌
쓰카노메촌(塚野目村)은 니가타현 미나미칸바라군에 설치되었던 촌이다.